# Biserica Sfânta Cruce din București
Biserica „Sfânta Cruce” este o biserică romano-catolică din București situată pe Șos. Mihai Bravu nr. 259, sector 3. A fost filială a Parohiei Bărăția și apoi a Parohiei Cioplea, până în anul 1987, când episcopul Ioan Robu i-a acordat statutul de parohie.

Biserica romano-catolică „Sfânta Cruce” vedere din spate

## Așezare geografică
Biserica „Sfânta Cruce” este o biserică relativ nouă în peisajul Bucureștiului, aflată în sectorul 3, pe șoseaua Mihai Bravu nr. 259, care deservește un număr de peste 1100 de familii cu aproximativ 2500 de suflete. Ca parohie aparține decanatului (protopopiatului) București-Sud. 
În actuala biserica romano-catolică se celebrează Liturghii în ritul latin (romano-catolic) și bizantin (greco-catolic).

## Hram
Hramul Bisericii Romano-Catolice „Sfânta Cruce”, este sărbătorit la 14 septembrie, dată în care se celebrează sărbătoarea „Înălțarea Sfintei Cruci”, atât în calendarul romano-catolic cât și în cel bizantin.

## Istorie

Crucea armeană din casa parohială

Actuala casă parohială este o construcție care s-a ridicat în anul 1933, și era propriu-zis o capelă ce aparținea Bisericii Armeano-Catolice di București. În anul 1956 la cererea parohului armeano-catolic, 
„Pr. Clemens Koren, grav bolnav, capela a fost dată în grijă Arhiepiscopiei Romano-Catolice de București.
"Între anii 1932-1933, prin grija preotului mekhitarist Clemens Koren a fost ridicată o construcție ce a slujit drept lăcaș de cult al armenilor catolici (de rit armean) în Șoseaua Mihai Bravu, la intersecția cu strada Magatti. Aceștia alcătuiau o comunitate de vreo 40 de familii, cu toții vorbitori de armeană, având chiar și o biserică pe Șoseaua Mihai Bravu, paroh fiind Clemens Khoren, membru al Congregației Mehitariștilor din Viena⁠(en)[traduceți]. Khoren a fost însă arestat de Securitate, pe motivul că ar fi eliberat niște adeverințe false unor armeni, pe baza cărora au putut ieși („fugi”) din țară. Așa se face că o vreme armeano catolicii din București n-au avut preot, iar prin aprilie 1951 s-a pus chiar la cale un plan de readucere a lor la vechea biserică armeano-gregoriană, mult mai bine controlată de stat, din acești catolici doar 4-5 fiind membri de partid și numai 11 figurând a fi încadrați în Comitetul Democrat Armenesc (de altfel, toți aceștia nici nu frecventau Biserica din Mihai Bravu)".
Această comunitate a armenilor catolici s-a dizolvat în timp, din cauza emigrării armenilor iar parohia s-a transformat într-o parohie romano-catolică pentru familiile catolice române.
"Între anii 1956-1987, aici a fost o filială a Bărăției, apoi a parohiei Cioplea, (vezi și Biserica Romano-Catolică Sfânta Fecioară Maria Regină din Cioplea iar din anul 1987 prin decizia episcopului Ioan Robu, pe atunci administrator apostolic de București, devine parohie de sine statatoare".
Conform cererii Părintelui Clemens, 
adresată Ministerului Cultelor, datată în 10.03.1956, a fost numit 
pentru grija pastorală a credincioșilor care frecventau capela, 
Pr. Sebastian (Ivan Petre), calugăr carmelitan descult.”   Arhivat în 29 octombrie 2008, la Wayback Machine.
Actuala parohie este din 1987, până în acest an fiind filială a Parohiei Cioplea (vezi și Biserica Romano-Catolică Sfânta Fecioară Maria Regină din Cioplea) situată în  sectorul 3 al capitalei pe strada Râmnicu Sărat.   
„A fost creată de I.P.S. Dr. Ioan Robu, Arhiepiscop 
și Mitropolit de București, în anul 1987, pană în acest an, din 
punct de vedere canonic, fiind filiala parohiei Cioplea. Primul 
paroh numit a fost Pr. Cornel Damian, actualmente episcop auxiliar al Arhidiecezei de Bucuresti, care cumpărând casa lipită 
de parohie, în anul 1989, a reușit sa mărească existenta capelă”.
În anul 1992, s-a început construirea bisericii, care a fost consacrată 
pe 19 august 1998. Cam în aceeași perioadă s-au facut reparatii 
și la vechea casa parohială, langă care s-a construit și o gradiniță. 
Biserica mare spațioasă, aflată în vecinatatea pasajului Muncii, este o nava mare cu trei balcoane două laterale și unul dispus în spatele bisericii( unde stă corul în timpul activităților liturgice). Pe tavanul bisericii există o cruce imensă pe toată lungimea navei permițând luminii naturale să intre prin tavan, și care accentueaza măreția acestei biserici. 

Tabernacolul

Altarul fiind din marmură albă, în centrul lui se află dispus tabernacolul (locul în care stau sfintele sacramente), iar deasupra lui o cruce care domină de la înalțime întraga atmosferă. În lateral paisprezece imagini amintesc de drumul crucii parcurs pe Golgota, de Isus, până la moartea Sa pe cruce care se numesc Calea Crucii (în timpul postului mare în bisericile romano-catolice din toată lumea, se face Calea Crucii amintind suferințele suportate de Fiul lui Dumnezeu, până la moartea pe lemnul crucii).  
În parohie funcționează și o grădiniță în cadrul unei fundatii, numită „Mlădita”, de care
se ocupă trei surori (una din Belgia, una din Coreea de Sud și una din Luxembourg) din 
Congregația Surorilor Doctrinei Creștine și patru educatoare. Arhivat în 29 octombrie 2008, la Wayback Machine. 
De parohie se ocupă doi preoți, pentru activitățile liturgice, vizite la bătrâni (în prima vineri din lună), activităti cultural-recreative, cateheza cu tinerii, prima sfântă împărtășanie, etc. 
Actualul paroh este părintele Ionel Pojum, ajutat de un vicar părintele Maricel Gheorghiță Bulai.

## Preoți în parohie
| Nr.crt | Preoți parohi               | Preoți vicari                         | Preoți colaboratori         | Funcția actuală                                                 |
| ------ | --------------------------- | ------------------------------------- | --------------------------- | --------------------------------------------------------------- |
| 1.     | Cornel Damian (1987-1998)   | -                                     | -                           | Episcop Auxiliar de București                                   |
| 2.     | Ionel Pojum (1998- prezent) | Ionel Pojum (1997-1998)               | -                           | paroh Biserica Sfânta Cruce                                     |
| 3.     | -                           | Popa Gabriel-Daniel (1998-1999)       | -                           | secretar episcopal, cu reședința la Catedrala Sfântul Iosif     |
| 4.     | -                           | Florin Buhalea (1999-2001)            | Florin Buhalea (2001-2003)  | preot capelan militar, colaborator Biserica „Băneasa”           |
| 5.     | -                           | Eduard Giurgi (2001-2003)             | -                           | doctor în drept canonic, paroh la Biserica Franceză             |
| 6.     | -                           | Robert-Silvestru Bălan (2003-2005)    | -                           | paroh Biserica Romano-Catolică din Cioplea                      |
| 7.     | -                           | Emanuel Dumitru (2005- 2010)          | -                           | colaborator la Biserica Romano-Catolică din Cioplea             |
| 8.     | -                           | Maricel Gheorghiță Bulai (2010- 2013) | -                           | vicar la Parohia Brăila                                         |
| 9.     | -                           | Marian-Iulian Șchiopu (2013- prezent) | -                           | vicar la Parohia Sfânta Cruce                                   |
| 10.    | -                           | -                                     | Marius Antăluțe (2002-2005) | profesor la Colegiul Romano-Catolic "Sf. Iosif" din București   |
| 11.    | -                           | -                                     | Iacob Ieronim (2008 - 2011) | vicar episcopal Vicariatul de Dobrogea, purtător de cuvânt ARCB |

### Surori în parohie
- Sora Adela Pojum[17] [18]

## Calea Sfintei Cruci

Pictură staţiunile V şi VI din „Calea Sfintei Cruci” pictată de artistul plastic Horia Ghelu,

Pictură staţiunile XI şi XII „Calea Sfintei Cruci” pictată de artistul plastic Horia Ghelu

Calea Crucii este formată din 14 paisprezece imagini, corespunzătoare fiecărei stații. Dispuse în lateral pe pereții bisericilor catolice din toată lumea, aceste imagini amintesc de suferințele suportate de Cristos, până la moartea sa pe lemnul crucii. În timpul Postului Mare preoții romano-catolici alături de credincioși retrăiesc atmosfera acelor timpuri, parcurgând fiecare stațiune în rugăciune. Astfel, retrăind acele momente pe întreaga perioadă a Postului Mare, credincioșii catolici se pregătesc de Înviere. 
Între spațiile pline dintre ferestre, s-au realizat un număr de opt panouri pictate în frescă având ca temă "Drumul Crucii după proiectul imaginat de artistul plastic Horia Ghelu.

## Recensământul din 2005
După datele obținute în anul 2005 cu ocazia sfințirii caselor, parohia este formată din 524 familii întregi și 348 jumătăti, cu 1785 suflete. O parte a credinciosilor strămutați din zona Cioplea (locuind pe strada Socului), aparținând comunității bulgare de „paulicheni”, după demolările masive din anii '80, formează comunitatea de astăzi a parohiei „Sfânta Cruce”. În 1998, an în care părintele Ionel Pojum a devenit paroh al parohiei numărul de familii era de 400, însă numărul a crescut rapid într-un interval relativ scurt, ajungând la aproximativ 600 de familii și un număr de 1600 de enoriași.   

### Premii obținute
În anul 1998, la Bienala de Arhitectură din București, echipa arhitectului Tiberiu Boitan a obtinut o nominalizare la sectiunea de arhitectură pentru construcția Bisericii romano-catolice Sfânta Cruce  Arhivat în 2 martie 2008, la Wayback Machine..

## Congregații sau comunități care activează în parohie
| Nr. Crt. | denumirea comunității                    | activități în cadrul parohiei |
| -------- | ---------------------------------------- | --- |
| 1.       | Congregația Surorilor Doctrinei Creștine | își desfășoară activitatea în domeniul educației, în cadrul grădiniței parohiale „Sfânta Cruce" și predând limba franceză copiilor din cartierul lor, precum și elevilor de la Școala Sanitară Postliceală „Sfântul Iosif"                                                                                                |
| 2.       | Comunione e Liberazione                  | Instrumentul fundamental de formare a aderenților la miscare este cateheza saptamânala numita "Școala de comunitate". |
| 3.       | Comunitatea Emanuel                      | Despre Comunitatea Emanuel din Romania în Parohia "Sfânta Cruce": membrii comunității animă un grup de rugăciune, un loc unde se poate experimenta iubirea lui Dumnezeu pe care o arăta tuturor într-un mod personal, prin laude, învățături, adorație, grupuri de împărtășire, alte activități inspirate de Duhul Sfânt. |
| 4.       | Comunitatea Sfântul Vicențiu de Paul     | - |
| 5.       | Slujitoarele lui Cristos Marele Preot    | - |

### Imagini

Imagine interior, balcon  în planul îndepărtat
Vedere de ansambul, altarul în planul îndepărtat